# Pregnan
Pregnan ist die Bezeichnung für eine chemische Verbindung aus der Gruppe der polycyclischen Kohlenwasserstoffe.
Es handelt sich um ein Steran, bestehend aus einem tetracyclischen Grundgerüst mit drei anellierten Cyclohexanringen und einem anellierten Cyclopentanring. Es unterscheidet sich vom Gonan durch zwei zusätzliche Methylgruppen und eine Ethylgruppe. Es gibt zwei unterschiedliche Pregnane, die sich in der Stereochemie an der 5-Position unterscheiden und als 5α-Pregnan und 5β-Pregnan bezeichnet werden:

5α-Pregnan
5β-Pregnan

Vom 5β-Pregnan leiten sich unter anderem das Pregnandion, Pregnenolon und Pregnandiol ab.